# Франсиско де Авіла
Франсиско де Авіла (нар. 1573, Куско, Перу — 17 вересня 1647, Ліма, Перу) — перуанський священник, який зібрав у місцевого населення (інки, кечуа, юнги, мочика) унікальні міфи в кінці XVI — початку XVII століть у провінції Варочирі, що неподалік від Ліми. Автор «Рукописів Варочирі».
Його роботи не були надруковані, і дон Маркос Хіменес де ла Еспада, який володів безліччю його рукописів, говорить, що в 1608 році він склав, принаймні, почав складати книгу, перша сторінка якої говорить: «Трактат і доповідь про помилки … Рік 1608».
Вважається, що Авіла не написав весь цей трактат повністю сам, а перекладав, додаючи і ілюструючи своїми власними спостереженнями початковий текст, зібраний у людей, «які жили в помилках і звичаї перуанського язичництва, перш ніж Бог просвітив їх», згідно з епіграфом.
Також Дон Маркос Хіменес де ла Еспада згадує інший манускрипт, написаний на кечуа, ретельно відібраний Авілою, і містить 31 главу, з яких три або чотири перших збігаються з такими ж главами з його «Трактату і доповіді про помилки і помилкових богів …», і що, це повинен бути цікавий текст, судячи з крихітної частини, перекладеної на іспанську та англійську мову. Найповнішим виданням цього рукопису є німецьке видання Германа Тімборна 1967 роки з двомовним текстом: на кечуа і німецькою.